# FlyBosnia
FlyBosnia je bosanskohercegovačka zrakoplovna tvrtka sa sjedištem u Sarajevu. Glavno sjedište se nalazi u zračnoj luci Sarajevo.

## Povijest
FlyBosnia je registrirana u studenom 2017. godine. Direkcija civilnog zrakoplovstva Bosne i Hercegovine izdala je 11. siječnja 2019. godine zrakoplovnoj kompaniji FlyBosnia Certifikat o zračnom operateru (AOC) BA-014.

## Odredišta

### Zračna luka Sarajevo
| Grad     | Zemlja                 | Zračna luka                              | Napomena        |
| -------- | ---------------------- | ---------------------------------------- | --------------- |
| Sarajevo | Bosna i Hercegovina    | Zračna luka Sarajevo                     | Hub             |
| Kuwait   | Kuvajt                 | Zračna luka Kuwait                       |                 |
| Rijad    | Saudijska Arabija      | Zračna luka kralj Halid                  |                 |
| Burajdah | Saudijska Arabija      | Zračna luka princ Nedžef bin Abdulaziz   | sezonski letovi |
| Džida    | Saudijska Arabija      | Zračna luka kralj Abdulaziz              | sezonski letovi |
| Manama   | Bahrein                | Zračna luka Manama                       | sezonski letovi |
| London   | Ujedinjeno Kraljevstvo | Zračna luka Luton                        |                 |
| Rim      | Italija                | Zračna luka Leondardo da Vinci-Fiumicino |                 |
| Мonastir | Tunis                  | Zračna luka Habib Bourguibi Monastir     | Charter letovi  |

### Zračna luka Mostar
| Grad   | Zemlja              | Zračna luka               | Napomena       |
| ------ | ------------------- | ------------------------- | -------------- |
| Mostar | Bosna i Hercegovina | Zračna luka Mostar        | Hub            |
| Bari   | Italija             | Zračna luka Karol Wojtyła | Charter letovi |
| Napulj | Italija             | Zračna luka Napulj        | Charter letovi |

## Flota
FlyBosnia raspolaže sljedećim zrakoplovima:

## Vanjske poveznice
- Službena web stranica  Arhivirana inačica izvorne stranice od 3. veljače 2020. (Wayback Machine)